# 結城登美雄
結城 登美雄 (ゆうき とみお、1945年 - )は、地元学プロデューサー。東北地方の農村に深くかかわり、2011年の3・11東日本大震災後は、その復興に東奔西走した。宮城教育大学非常勤講師も務めた。2004年には芸術選奨文部科学大臣賞（芸術振興部門）を受賞した。地元学プロデュ―サーという概念も次第に広く研究され、受け入れられ始めている。

## 概略
1945年、旧満洲国に生まれたが、戦後帰国し、母の実家が有る山形県大江町で育つ。ふるさとの田代集落は、標高450ｍの山あいに9軒の家があったが、昭和30年代、60人ほどあった人口が、30数年前（1970～80年代）村人は家を挙げて離村し、山を下りた。毎冬雪2ｍ、少ない田と空しい林業、自給の作物とたばこなどの換金作物で生計を立てる、貧乏村というのだろうが、みんな一所懸命働いて、いつも笑顔があった、という。山形大学を卒業後、広告デザイン業界に入り、（有）タス・デザイン室取締役。民俗研究家となる。東北の農山漁村をフィールドワーク。住民を主体にした地元学を提唱した。宮城県旧宮崎町の「食の文化祭」、旧北上町での「宮城食育の里づくり」などに関わり、旧鳴子町「鳴子の米プロジェクト」にも深く関わった。。
地元学について、提唱者結城は、「地元学」とは、異なる人びとの、それぞれの思いや考えを持ち寄る場をつくることを第一のテーマとする、としている。理念の正当性を主張したり、押しつけるのではなく、たとえわずらわしくとも、ぐずぐずとさまざまな人びとと考え方につき合うことが大切だとする。暮らしの現場はすぐに変わることはなく、ぐずぐずと変わっていく、と表現する。地元学は理念や抽象ではなく、地元に寄り添う具体の学である、とする。
森千鶴子は、こう述べる。「地元学には、民俗研究家であり、地域プロデューサーである結城の「地域観」が中心にある。改めて、氏の半生をたどることにより、地元学成立の思想と背景をあきらかにする。山形県で過ごした幼少期の、挙家離村の体験が、「中央」と「地方」という地域観に対抗するまなざしにつながっていること、学生時代に、1960年代の農民大学運動を牽引した真壁仁との出会いがあり、「地域が住民の自治を本則とする生活と文化の空間であり、民衆自身が、歴史の書き手、語り手となる」という真壁の思想が、地元学の根底を流れていることが明らかとなった。」。
2023年、第75回NHK放送文化賞受賞。

## 著書
書名順
- 「うおッチング」南三陸の浜をゆく 白土典子+高崎みつる+石巻かほく」取材班と共著 河北新報総合サービス 2001/08
- 「地元学からの出発」 この土地を生きた人びとの声に耳を傾ける2009/11　農山漁村文化協会
- 「東北を歩く」小さな村の希望を旅する2008/07 新宿書房
- 「東北を歩く」＜増補新版＞ 小さな村の希望を旅する　2011/07　新宿書房
- 「山に暮らす海に生きる」 東北むら紀行 無明舎出版 1998/10